# Planta Alameda
Planta Alameda är en ort i kommunen Malinalco i delstaten Mexiko i Mexiko. Samhället hade 143 invånare vid folkräkningen år 2020.